# نيما ميرزا زاد
نيما ميرزا زاد، من مواليد 27 فبراير 1997م، وهو لاعب إيراني محترف لنادي ملوان الإيراني ويلعب في مركز حارس المرمى، شارك مع زملائه في بطولة كأس العالم لكرة القدم تحت 20 سنة 2017، وكان ميرزا زاد أحد أهم حراس المرمى في الدوري الإيراني للمحترفين، وقد سبق وأن انضم للمنتخب الإيراني عندما كان عمره في ذلك الوقت 17 عاماً.